# Subaru X-100 Gyronaut
Der Subaru X-100 Gyronaut war ein einsitziges, dreirädriges Versuchsfahrzeug, das von Alex Tremulis entworfen und 1980 von Subaru of America gebaut wurde. Es stellte am 5. August 1980 einen streckenbezogenen Verbrauchsrekord für benzinbetriebene Fahrzeuge von 100 mpg (2,35 Liter/100 km) auf.

## Subaru of America
Hersteller der Subaru-Automobile ist der japanische Fuji-Heavy-Industries-Konzern. 1980 war Subaru of America der einzige Automobilimporteur in den USA, der nicht als Konzerntochter des Herstellers gegründet worden war. Das vom Präsidenten Harvey Lamm mitbegründete Unternehmen verfügte über 15 Verteilzentren, welche über 700 Vertragshändler in den USA inklusive Hawaii und Puerto Rico betreute. Das Unternehmen wurde unter der Bezeichnung SBRU an der nationalen Börse OTC gehandelt. Die Modellpalette bestand aus Personenwagen mit zuschaltbarem Allrad- oder Frontantrieb, die durchweg gut abschnitten in den damaligen Verbrauchswerten. Die Firmenzentrale befindet sich  in Cherry Hill in New Jersey.

## Alex Tremulis
Alexander Tremulis war einer der bekanntesten Designer in den USA. Nach einer Tätigkeit in der Cord Corporation, bei American Bantam und bei Briggs Manufacturing, für deren Tochtergesellschaft Dietrich Inc. er das Konzeptfahrzeug Chrysler Thunderbolt entwarf, leistete er von 1942 bis 1945 Kriegsdienst als Zeichner für die US-Luftwaffe. Seine Vorstellungen von extraterrestrischen Raumfahrzeugen fanden als "Fliegende Untertassen" weite Verbreitung in Populärwissenschaft und -kultur. Seine in den 1940er Jahren entwickelten Ideen eines Raumfahrzeugs, das mit Raketenantrieb senkrecht startet und zur Landung gleitet, fanden im Space Shuttle viele Jahre später ihre Entsprechung in der Realität. In der Öffentlichkeit ist der langjährige Vorstand des Ford Advanced Design Studios aber vor allem durch seinen 1947 vorgestellten Entwurf des Tucker ’48 bekannt geworden. Für Subaru wirkte Tremulis als Berater und war am Entwurf des Subaru Brat Pick-up maßgeblich beteiligt.

## Der Subaru X-100 Gyronaut
Es scheint, dass das Projekt von Tremulis angeregt und vorangetrieben worden ist. Er hatte ursprünglich die Idee, ein Leichtfahrzeug zu bauen, das die USA mit einer einzigen Tankfüllung durchqueren konnte. Erst seine Beratertätigkeit für Subaru machte die Umsetzung möglich, allerdings mit dem neuen Ziel eines Nachweises, dass ein benzinbetriebenes Leichtfahrzeug mit seriennaher Technik bei einer Durchschnittsgeschwindigkeit von 55 mph (88,51 km/h) einen Verbrauch von 100 mpg (2,35 l/100 km) übertreffen kann. 55 mph entsprechen der damals auf den meisten US-amerikanischen Highways zulässigen Höchstgeschwindigkeit.
Mit dem gelenkten Vorderrad und den angetriebenen Hinterrädern und der Flugzeugnase erinnerte der X-100 Gyronaut an eine verkleinerte, gedrungene Ausgabe des Raketen-Weltrekordwagens Blue Flame von 1970. Gebaut wurde er mit kleinem Budget im Subaru Technical Center (STC) in Santa Ana. Dem Team, das mit Zustimmung des Präsidenten von Subaru of America, Harvey Lamm, operierte, gehörten außerdem der Vizepräsident und Leiter des STC, Walter D. Biggers, der Ingenieur Ron Jones sowie der ehemalige Rennfahrer und Rennwagenmechaniker  John McCollister an.

### Verbrauchsrekord
Der Angriff auf den Verbrauchsrekord fand am 5. August 1980 auf dem Ontario Motor Speedway in Ontario, Kalifornien statt. Der exakt 1 Gallone (3,7854 l) fassende Fahrzeugtank wurde gefüllt und der X-100 Gyronaut musste damit den 1 Meile (1,609 km) langen Rundkurs mindestens 100-mal umrunden. Im Beisein von Tremulis und Biggers klappte es erst beim zweiten Versuch; beim ersten blieb das Versuchsfahrzeug nach 99 ½ Runden stehen. Nach etwas Feintuning an der Abstimmung und einem Fahrerwechsel – zum Zug kam nun, wohl auch wegen seines Körpergewichts, der Fahrwerkingenieur Ron Jones – fiel der Rekord und der X-100 Gyronaut rollte eine halbe Runde nach der hundertsten Runde ohne Treibstoff aus. Der offizielle Wert lag bei 100,86 mpg.
Die gefahrene Durchschnittsgeschwindigkeit lag etwas über den anvisierten, minimalen 55 mph: 55,19 mph (88,82 km/h) gemäß Subaru-Chefdesigner Kyuichi Ikari oder 56,4 mph (90,77 km) gemäß Walter Biggers. Dieser stellte fest, dass der erreichte Wert auf der Ontario-Rennstrecke auf den Geraden bei 120 mpg (1,96 l/100 km) und in den Kurven bei 85 mpg (2,77 l/100 km) gelegen habe und wurde in Automotive News zitiert, dass der X-100 Gyronaut 3 hp (etwa 2240 W)  benötigt hätte, um die 55 mph konstant zu halten.
Nach Werksangaben beschleunigte das Fahrzeug in 12 Sekunden auf 60 mph (96 km/h) und erreichte eine Höchstgeschwindigkeit von 160 mph (257 km/h). Eine andere Quelle gibt 161 km/h Höchstgeschwindigkeit an.

### Technik
Der Motor stammte vom Kei-Car Subaru Rex der 5. Generation (K23; 1976–1981; im Export Subaru 600 genannt). Dieser Kleinstwagen hatte einen im Heck eingebauten, wassergekühlten Reihenmotor mit zwei Zylindern. Er leistete aus 544 cm³ Hubraum 27 PS (20 kW). Diese Leistung entspricht jenes des Rex Van (jene des Personenwagens lag bei 31 PS (23 kW)). Einzig die Getriebeübersetzungen wurden an das geringere Gewicht des Versuchsfahrzeugs angepasst. In dieser Form drehte der Motor bei 55 mph mit relativ hohen 2200/min.
Im X-100 Gyronaut wurde die unveränderte Antriebseinheit eingebaut, bestehend aus Motor, Viergang-Schaltgetriebe und Hinterradaufhängung samt Hilfsrahmen. Dieser wurde Bestandteil eines sehr leichten Fahrgestells, dessen Konstruktion sonst aus Stahlrohr und Aluminiumblech bestand und nur 70 lb (31,75 kg) wog. Die Vorderradaufhängung stammte von einem Motorrad, die Räder mit besonders ausgeprägte Einpresstiefe wurden aus Aluminium gedreht, wodurch die vorgegebene Spurweite eingehalten werden konnte, ohne dass am Hilfsrahmen Änderungen vorgenommen werden mussten.
Das Fahrgestell wurde von Ron Jones konzipiert und gemeinsam mit dem Konstrukteur und ehemaligen Rennfahrer John McCollister konstruiert. Zu den technischen Herausforderungen gehörten eine Lenkung und Vorderradaufhängung, die möglichst platzsparend unter dem schmalen Rumpf unterzubringen waren, ein neues Schaltgestänge und die konsequente Gewichtseinsparung. Die Lenkung wurde schließlich von einem Motorrad übernommen und angepasst.
Tremulis, der große Erfahrung in der Aerodynamik mitbrachte und 1966 am Bau des Weltrekord-Motorrads Gyronaut X-1 mitgewirkt hatte, war natürlich für die strömungsgünstige Form zuständig und steuerte auch den abwerfbaren Tragflächentank eines Kampfflugzeugs aus Fiberglas bei, der als Hauptbestandteil der Karosserie (oder besser: des Rumpfs) diente. Die Antriebseinheit erhielt eine strömungsgünstige Verschalung und am Heck gab es eine Flosse wie ein Seitenleitwerk eines Flugzeugs. Eine für Tremulis' Humor typische Lösung fand er für das einzelne Rücklicht von einem Ford Thunderbird der Baujahre 1955–1957. Damit zitierte er seine eigene Arbeit als Ford-Designer und "verfremdete" das bei Stylisten der 1950er Jahre gerne zitierte "Raketenthema" (Heckflossen, Chromzier, Form der Rücklichter).
Tremulis hätte auch gern eine gebogene Windschutzscheibe verwendet, doch auf diese musste aus Kostengründen zu Gunsten einer geraden Scheibe verzichtet werden. Dennoch wurde gemäß Automotive News ein CW-Wert zwischen 1,5 und 2 erreicht. Das VW-Einliterauto von 2002 kommt auf einen CW-Wert von 1,59.
Der X-100 Gyronaut wog 685 lbs (311 kg), der Subaru Rex etwa 1200 lb (ca. 545 kg). Eine weitere Quelle bestätigt 311 kg und gibt außerdem 4877 mm Länge an.

### Auswirkungen
Es scheint, dass das Team auch gerne den Versuch unternommen hätte, Tremulis Idee der Durchquerung der USA ohne Tankstopp umzusetzen. Ein entsprechender Tank wurde versuchsweise eingebaut. Nach dem 100-mpg-Erfolg war Subaru-Präsident Lamm dafür aber nicht mehr zu begeistern, das Projekt wurde eingestellt – und eine gute Gelegenheit für positive PR vergeben. Überhaupt tat Subaru erstaunlich wenig, um den Erfolg bekannt zu machen. Erst am 6. November gab es eine dreiseitige und trotzdem eher dürre Presseerklärung mit Informationen, wobei fast mehr Wert darauf gelegt wurde, dass Subaru "preisgünstige" Lösungen" anstrebe und "dabei bleiben" wolle. Der Subaru Rex werde zwar in den USA nicht angeboten, sei aber mit seiner Energieeffizienz ein typisches Subaru-Produkt, wurde Lamm darin zitiert. Biggers ging auf einige technische Details und die kurze Vorbereitungszeit ein und erwähnte, dass das Potential des Fahrzeugs nicht ausgeschöpft sei. Tremulis wurde als Designer erwähnt.

### Verbleib
Das Fahrzeug ist erhalten und befindet sich immer noch in Werksbesitz. Nach der Rekordfahrt verblieb der X-100 Gyronaut zunächst im SCT, ehe er zu einem unbekannten Zeitpunkt, gemeinsam mit anderen Subaru-Fahrzeugen, in der Nähe des Subaru of America Hauptsitzes eingelagert wurde. Im Jahr 2006 wurde die nicht öffentliche Sammlung der Hauszeitschrift Drive für die Artikelserie A Peek in the Attic ("Blick in den Speicher") zugänglich gemacht. Mitte 2013 berichtete japanesenostalgiccar.com über die in der Zwischenzeit offenbar wenig veränderte Sammlung mit etwa 40 Fahrzeugen und erwähnte dabei auch den X-100 Gyronaut.